# Mike Knox
Michael Shawn Hettinga (San Bernardino, Califòrnia, 17 de juliol de 1978), més conegut com a Mike Knox, és un lluitador professional estatunidenc, que treballa a la marca de SmackDown! de l'empresa World Wrestling Entertainment (WWE).